# Parque Turístico Ecológico Dunas de Genipabu
Dromedários em Genipabu
O Parque Turístico Ecológico Dunas de Genipabu (ou Jenipabu) engloba uma praia, um grande complexo de dunas, uma lagoa e uma área de proteção ambiental localizados no município de Extremoz, no estado do Rio Grande do Norte, no Brasil. Localiza-se a vinte quilômetros do Centro da capital do estado, Natal. É um dos mais famosos cartões-postais do estado.

## Etimologia
"Jenipabu" originou-se da língua tupi. Significa "rio dos jenipapos", através da junção dos termos ñandï'pab ("jenipapo") e  'y  ("água, rio").

## Características
A região destaca-se por ter imensas dunas e uma lagoa de águas doces, com forte atrativo para o turismo. A região conta com uma boa infraestrutura de hotéis, pousadas, restaurantes, barracas de praia, passeios de Buggy, jangadas e dromedários.

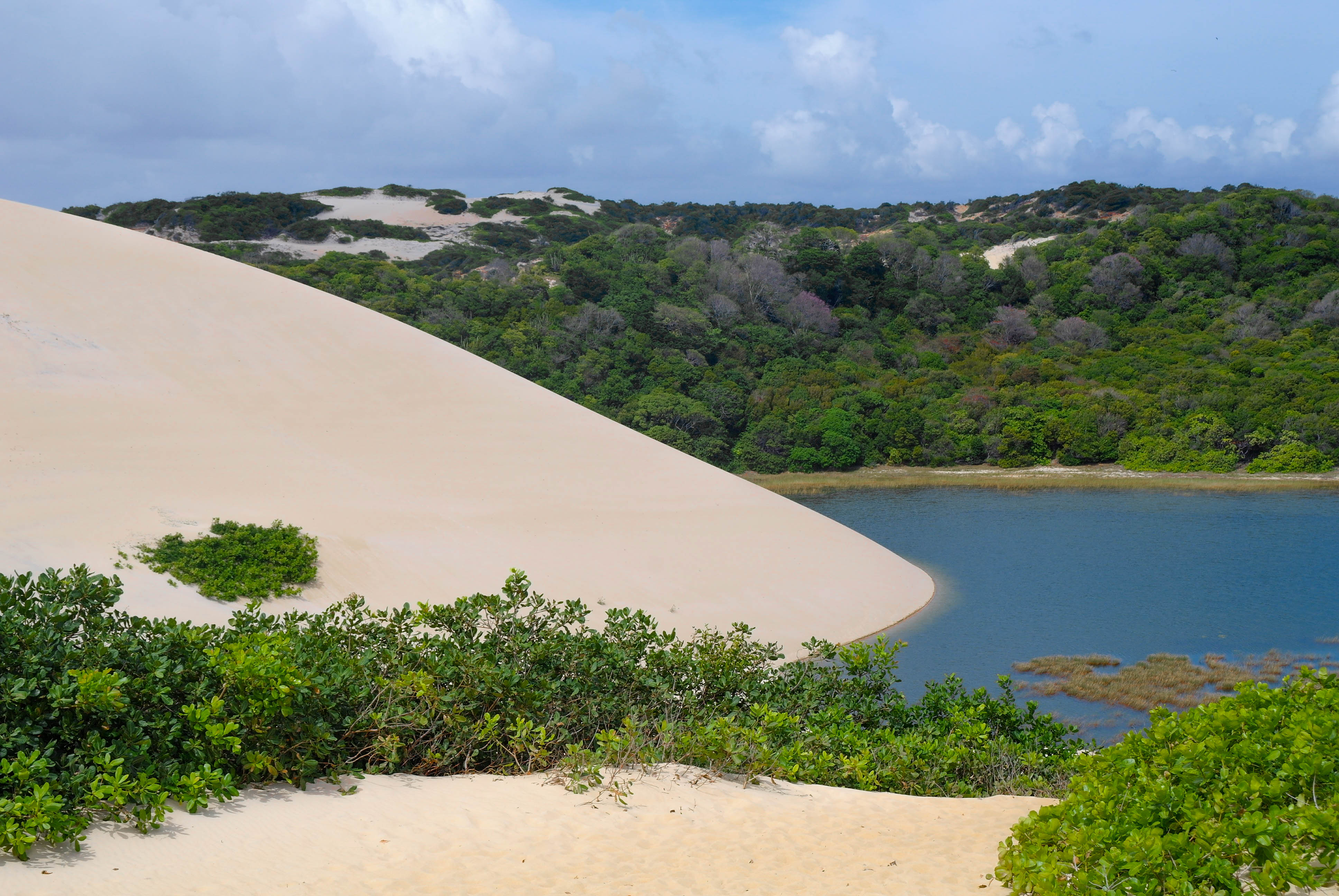
Dunas de Genipabu.

As dunas de Genipabu são móveis. A ação do vento, muito intensa no litoral do Rio Grande do Norte, move a areia de um ponto a outro, o que torna a paisagem sempre uma novidade, mas oferece algum risco ao trânsito daqueles que não conhecem bem a região.
É praticado, nas dunas ao redor da lagoa, o chamado "esquibunda": os interessados descem as dunas sentados em cima de pranchas de madeira, até mergulhar nas águas da lagoa.
Genipabu é famosa internacionalmente por sua beleza e exuberância naturais e pelos passeios de buggy e de dromedários. As águas da praia de Genipabu são mornas, calmas e limpíssimas, proporcionando um excelente banho de mar. Pode-se também passear de jangada e de jet-ski. De buggy, pode-se, também, conhecer a lagoa, com atrações como banho em água doce, pedalinhos, caiaques, o "esquibunda" e o "aerobunda".

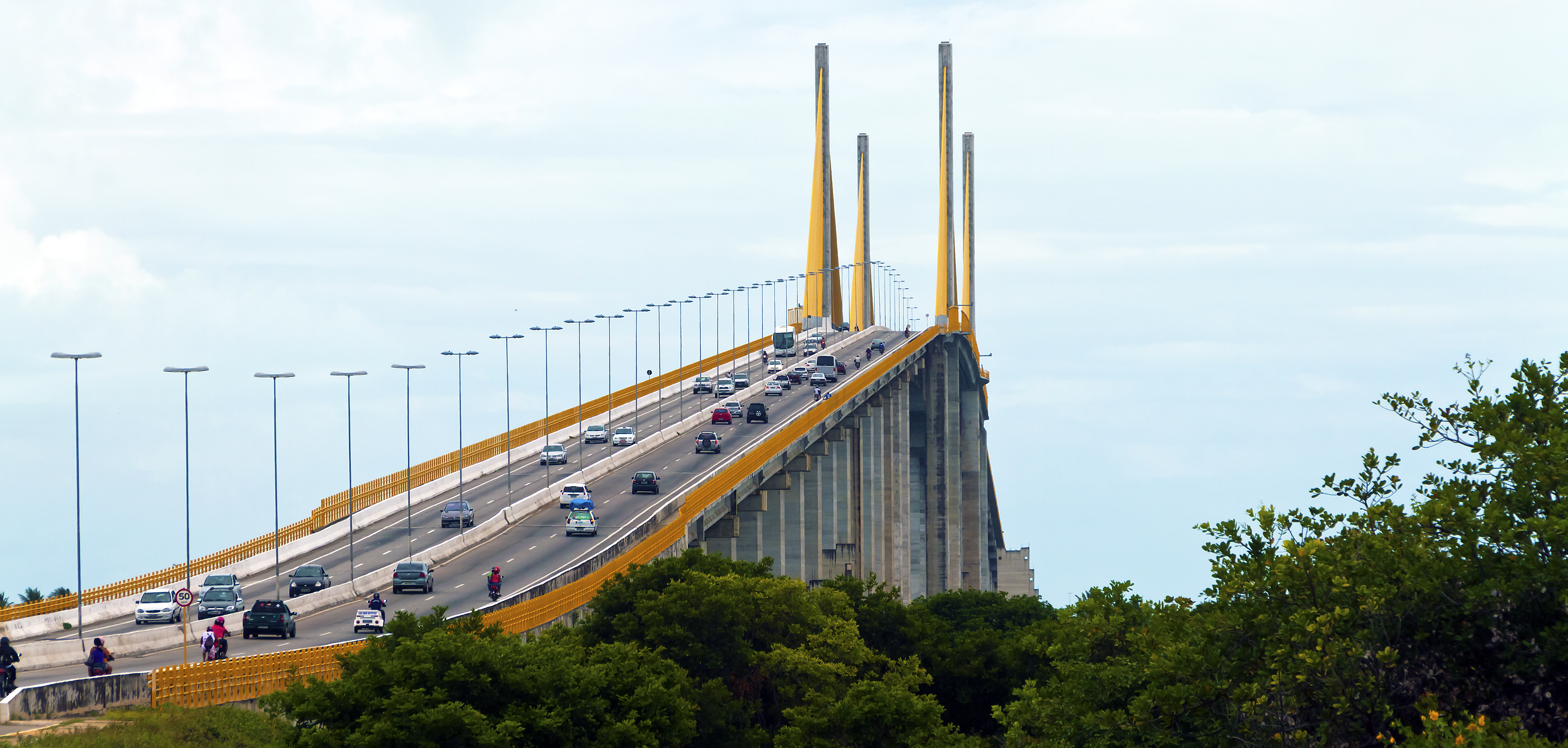
Ponte Newton Navarro, principal acesso ao complexo de dunas de Genipabu.

Genipabu tornou-se célebre ao ser marcada por uma pergunta que os motoristas de buggy fazem a todos os turistas, referindo-se à velocidade e às manobras radicais com que estes devem pilotar seus buggies para fazer o percurso pela dunas móveis e fixas:
| “ | Com ou sem emoção? | ” |

## Segunda Guerra Mundial
Durante a Segunda Guerra Mundial (1939-1945), diante da indecisão do governo brasileiro do presidente Getúlio Vargas quanto a aliar-se às Potências do Eixo ou aos Países Aliados, o governo estadunidense planejou uma possível invasão ao Brasil. Tal invasão começaria pela praia de Genipabu. Porém, como o Brasil acabou por se aliar aos Países Aliados, tal invasão não precisou acontecer e o Brasil permitiu a construção de uma base militar estadunidense em Natal[carece de fontes?].

## Galeria

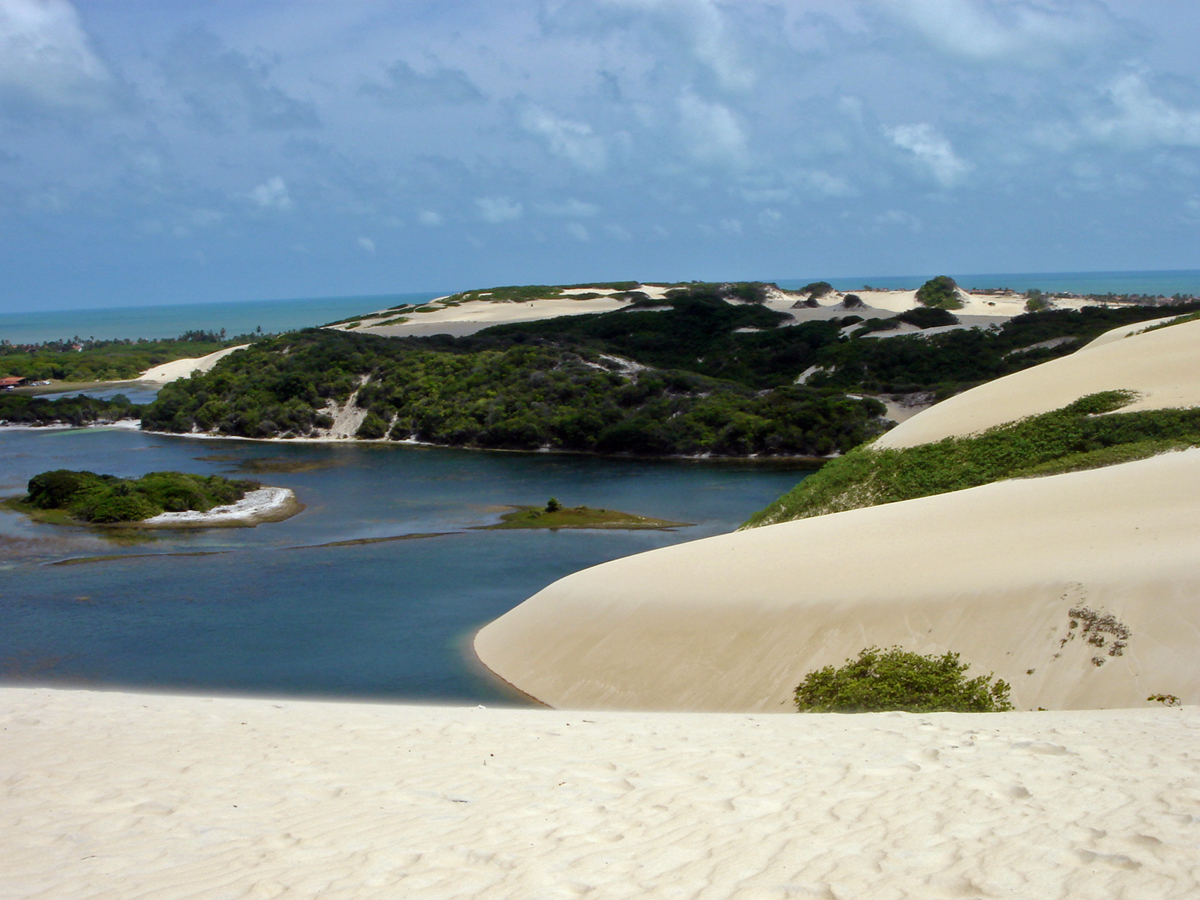
Área de Proteção Ambiental das Dunas de Genipabu
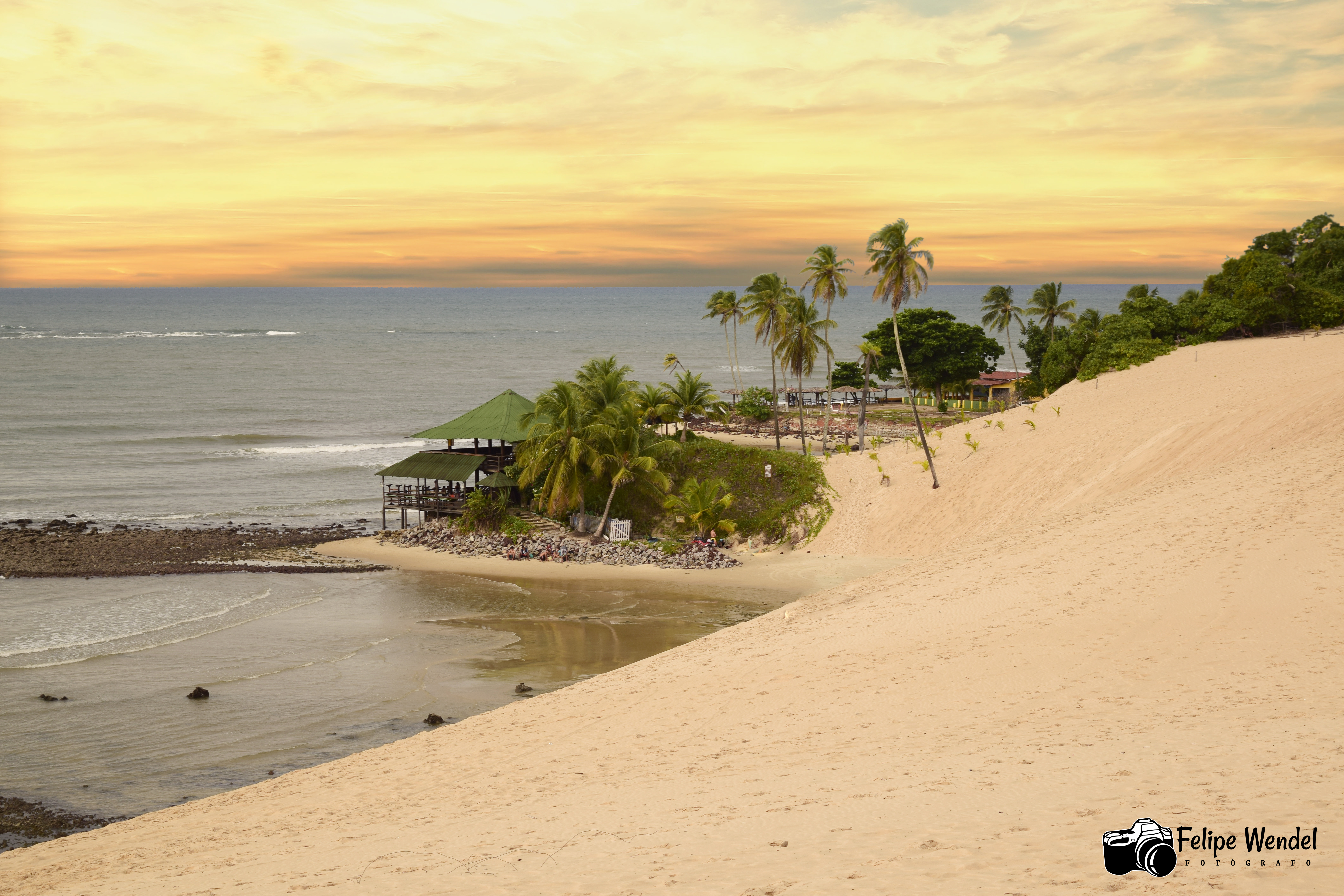
Praia  de Genipabu
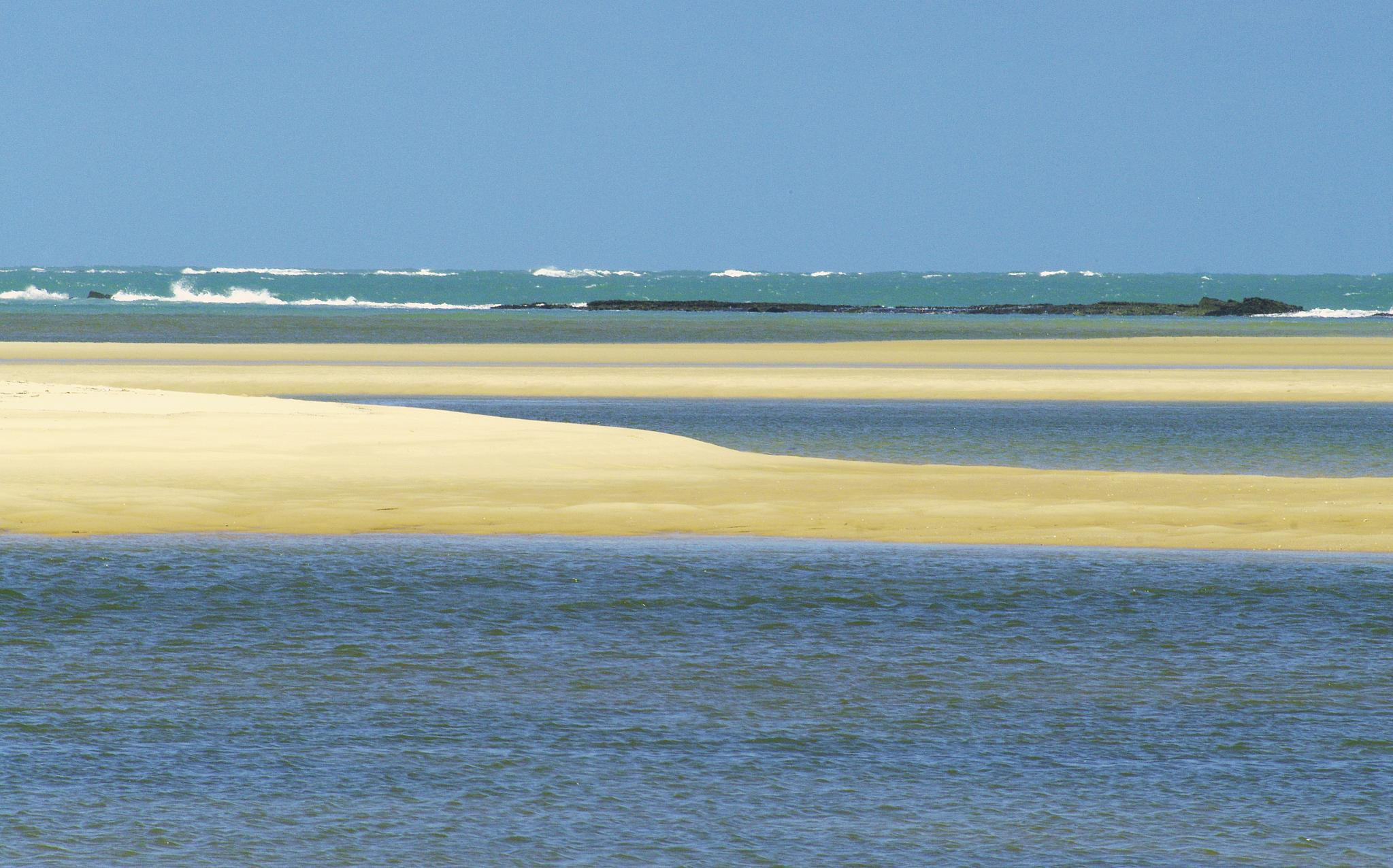
Lagoas em Genipabu
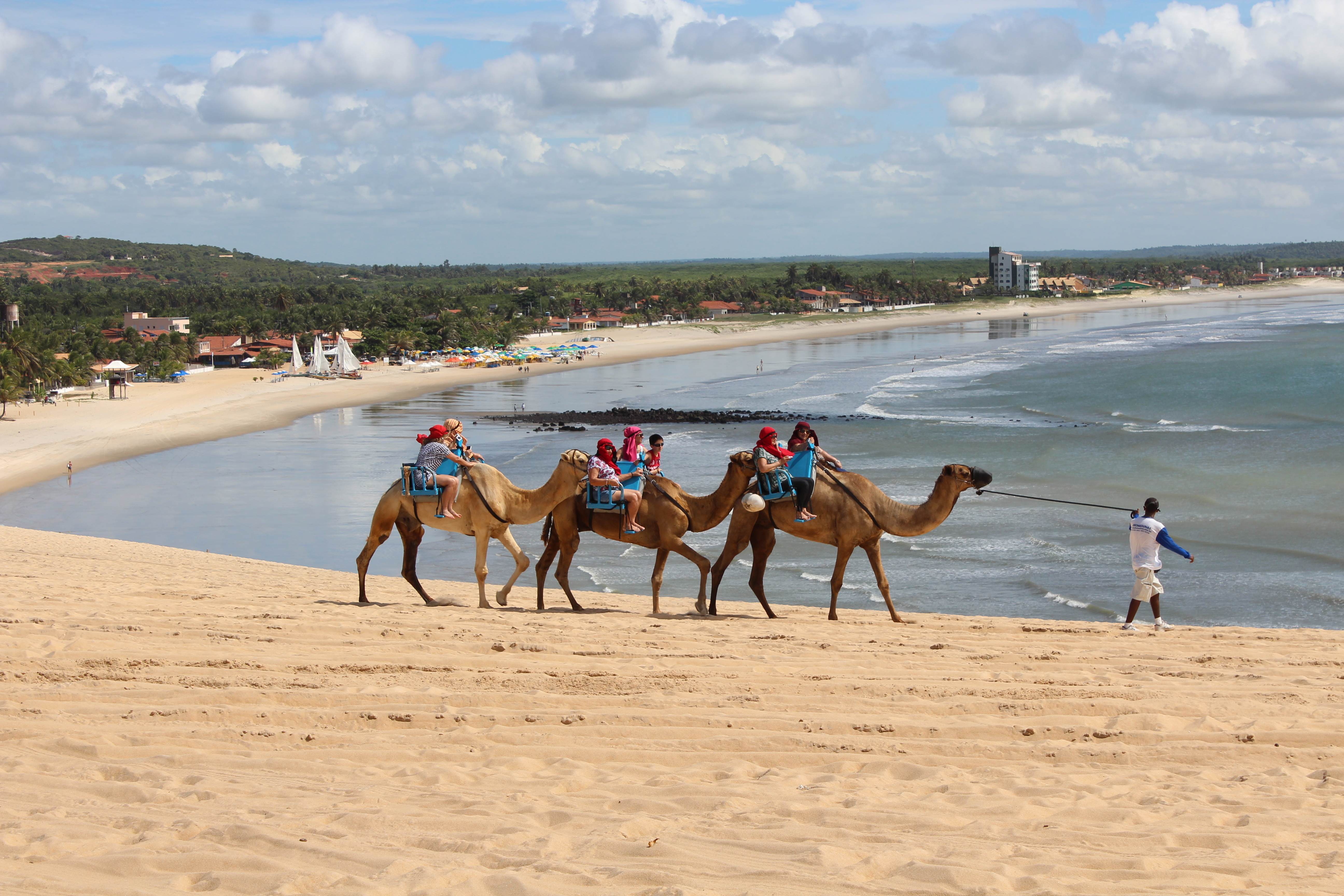
Passeio de Dromedários em Genipabu
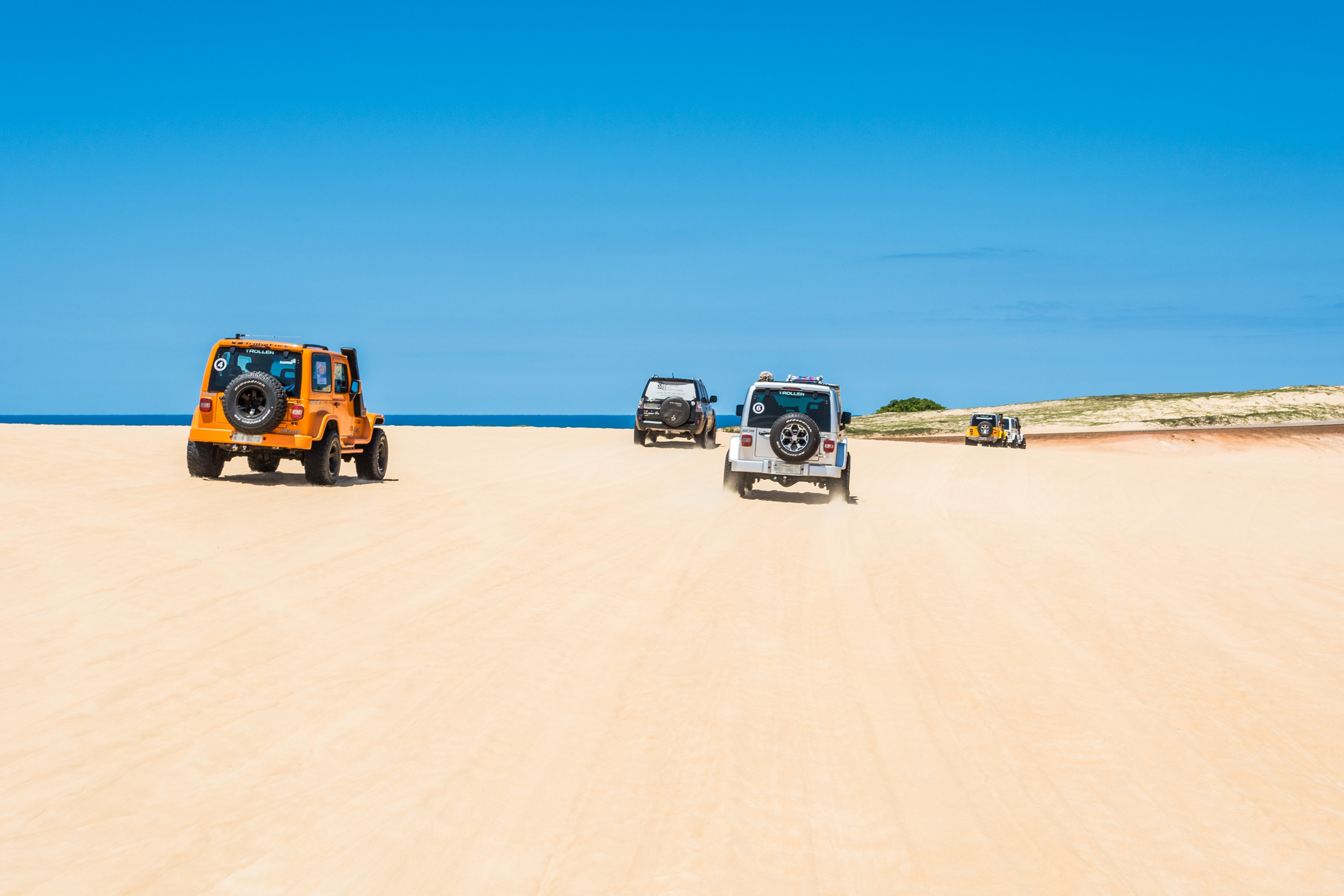
Passeio de jipe nas dunas